# Мінамото-но Йорітомо

Так званий портрет Мінамото-но Йорітомо (Також приписується Асіказі Наойосі).

Мінамото-но Йорітомо (яп. 源頼朝, みなもとのよりとも; 1147—1199) — японський політичний діяч і полководець кінця періоду Хей'ан — початку періоду Камакура. Перший сьоґун сьоґунату Камакура. Третій син Мінамото-но Йосітомо. Старший звідний брат Мінамото-но Йосіцуне. Батько сьоґунів Мінамото-но Йоріїе та Мінамото-но Санетомо.
Після смути Хейдзі 1159 року був помилуваний Тайрою но Кійоморі і засланий у місцевість Хіруґакодзіма, у провінції Ідзу, під нагляд роду Ходзьо.
У 1180, за наказом принца Мотіхіто, зібрав війська і виступив проти диктаторів роду Тайра. Був розбитий ворогом, але успішно врятувався у горі Ісібасі. Звідти втік у провінцію Ава, де скликав нову армію. Бувши головою роду Мінамото, заручився підтримкою самурайських родів регіону Канто і заклав свою резиденцію у місті Камакура. Того ж року розбив війська Тайра у битві на річці Фудзі.
У 1183 проголосив себе володарем Східної Японії і вислав війська на захід під проводом своїх молодших братів — Мінамото-но Норійорі і Мінамото но Йосіцуне для покарання роду Тайра. Став фактичним воєнним лідером країни після знищення Тайра у битві при Данноура у 1185. Після цього, під приводом покарання неслухняного брата Йосіцуне, домігся від Імператорського двору права призначення самурайських інспекторів сюґо і маєткових наглядачів дзіто у провінції Японії, завдяки чому встановив реальний контроль за регіонами.
У 1192 призначений на посаду «великого сьоґуна-завойовника варварів». Заклав основи першого самурайського уряду — Камакурського сьоґунату.
Через чотири роки Кійоморі підтримав Фудзівара но Мічінорі, також відомого як Шінзей. Однак Йосітомо підтримав Фудзівара но Нобуйорі. Це було відоме як повстання Хейдзі. Тим не менш, Мінамото не були добре підготовлені, і Тайра взяли під контроль Кіото. Особняк Шінзея зазнав нападу Тайра; Шінзей втік, але невдовзі був схоплений і обезголовлений. Тоді Тайра спалила палац колишнього імператора, завдавши поразки Мінамото. Йосітомо втік зі столиці, але пізніше був зраджений і страчений вассалою.